# Pioneer Days (film 1917)
Pioneer Days è un cortometraggio muto del 1917 diretto da Oscar Eagle. Prodotto dalla Selig e sceneggiato da C.E. Nixon, ricostruisce il massacro di Fort Dearborn avvenuto nel 1812 durante la guerra tra Stati Uniti e Gran Bretagna. Il film aveva come interpreti Kathlyn Williams, Charles Clary, Adrienne Kroell, Lafe McKee.

## Trama
Dopo l'inizio della guerra tra Stati Uniti e Gran Bretagna, il generale Wayne ordina al generale Heald di evacuare Fort Dearborn, che sorge alla foce del fiume Chicago, per Detroit. Prima di eseguire questo ordine Heald fa infuriare gli indiani ostili delle vicinanze inumidendo tutta la polvere in eccesso, svuotando botti di liquore nel fiume Chicago e gettando tutti i moschetti in un profondo pozzo del forte. Il 15 agosto 1812, gli uomini, le donne e i bambini di Fort Dearborn partono via terra per Detroit, ma vengono attaccati dagli indiani e massacrati.

## Produzione
Il film fu prodotto dalla Selig Polyscope Company.

## Distribuzione
Distribuito dalla General Film Company, il film - un cortometraggio in due bobine - uscì nelle sale cinematografiche statunitensi il 15 settembre 1917.